# La Maison des trois jeunes filles
Pour plus de détails, voir Fiche technique et Distribution.
La Maison des trois jeunes filles (titre original : Das Dreimäderlhaus) est un film austro-suisse réalisé par Ernst Marischka, sorti en 1958.
Il s'agit d'une adaptation libre de l'opérette de Heinrich Berté sur un livret de Alfred Maria Willner et Heinz Reichert et de sa source, le roman Schwammerl de Rudolf Hans Bartsch.

## Synopsis
En 1826, le grand compositeur Beethoven donne un concert de piano très apprécié auquel le jeune Schubert assiste, tandis que ses amis le baron Franz von Schober, Moritz von Schwind, Leopold Kupelwieser et Johann Mayrhofer se rencontrent dans l'auberge. Schubert est profondément impressionné et part sans un mot, alors qu'un autre auditeur ne comprend rien à la musique. Schubert rejoint ses amis et doit écouter un éditeur de musique critiquer la musique de Beethoven. Il ne peut pas se retenir et dit clairement à l'homme ce qu'il pense. Beethoven est à une hauteur si solitaire que l'on ne peut le regarder qu'en silence, il faut s'agenouiller. L'éditeur de musique n'est cependant pas convaincu, mais apprécie le jeune homme. Lorsque Schubert se présente à l'éditeur de musique Diabelli le lendemain, il reconnaît l'homme avec lequel il s'est disputé la veille. L'éditeur vient d'engager le célèbre chanteur d'opéra Vogl dans une pièce afin qu'il puisse interpréter des chansons de Schubert. Le nom de Schubert sera célèbre, croit Diabelli à l'un de ses employés.
Schubert rencontre son ami Moritz von Schwind, qui peint actuellement la maison Beethoven. Peu après, le compositeur presque sourd sort de sa maison, aussi sérieux que jamais. Lorsque les quatre amis s'assoient plus tard en compagnie de femmes à Grinzing, ils utilisent la courte présence de Schubert pour forger le plan selon lequel l'ami devra un jour tomber amoureux. Deux d'entre eux considèrent que Hannerl Tschöll de la Maison des trois jeunes filles est la bonne. Seul le baron von Schober se retient, car pour lui Hannerl est la plus jolie fille. La décision est rapidement prise de faire une sortie à la campagne avec une femme dimanche prochain. Schubert et Hannerl se rapprochent pendant la voyage. Un bon conseil coûte cher dans la maison Tschöll, Andreas et Ferdinand, les futurs maris de Hederl et Heiderl, arrivent de façon inattendue et les deux femmes ne sont pas là. D'un autre côté, la campagne est amusante, on mange, boit et chante ensemble. Hannerl décide de prendre des cours de piano auprès de Schubert.
Le soir, Vogl chante pour la première fois les chansons de Schubert au Palais Esterhazy. Diabelli fait en sorte que l'accompagnement de Vogl échoue et que Schubert puisse jouer le piano lui-même. Après quelques allers-retours, Vogl chante Das Lied an die Musik et Schubert l'accompagne, suivi par d'autres chansons de Schubert, comme Die Forelle. La soirée est un succès total et Vogl et Schubert se serrent la main en amitié. Dans le même temps, il y a de la musique et du chant à la maison Tschöll. Christian Tschöll se demande quel effet peut avoir une seule leçon de piano si elle est donnée par un génie.
Leise flehen meine Lieder est la nouvelle composition de Schubert, que les amis trouvent sur son piano. Ils demandent à Franz von Schober de chanter la chanson, ils savent que c'est difficile pour lui parce qu'il ressent beaucoup pour Hannerl. Schubert les rejoint, il a des billets pour la répétition générale du Fidelio de Beethoven pour lui et ses amis. Les amis sont excités. Cependant, la répétition se transforme en fiasco, puisque Beethoven, qui dirige lui-même, est désormais complètement sourd. Il lui suffit de passer le relais à son violon solo. Les amis sont très sympathiques, car ils peuvent comprendre ce que cela signifie pour un tel musicien.
Dans la maison Tschöll, on célèbre le mariage de Hederl et Heiderl. Christian Tschöll reçoit Schubert d'une manière particulièrement amicale et indique au compositeur que sa fille Hannerl ressent plus pour lui qu'une simple amitié. Schubert prend alors courage, mais demande à son ami Franz von Schober de chanter à Hannerl sa chanson d'amour, qu'il a écrite spécialement pour elle. Réticent au début, il se lance quand même. À peine a-t-il pris fin que Hannerl se précipite vers Schubert, au lieu de Schober, et l'embrasse. Schubert est profondément touché. Peu de temps après, le mariage doit avoir lieu et Hannerl demande à Schubert de chanter la chanson d'amour dans l'église. Elle apprend de ses sœurs ce qu'il s'est passé et que Schubert a réellement écrit la chanson pour qu'elle avoue son amour pour elle, et maintenant elle s'attend également à ce qu'il le fasse. Hannerl est très troublé par ce message. Après la fête de mariage, Hannerl remercie Schubert pour tout ce qui signifie qu'elle est maintenant l'épouse de son meilleur ami, que lui, comme elle, souhaite le meilleur, et si elle veut le rendre heureux, alors elle devrait tout oublier et rendre son ami très heureux. Quand elle veut savoir ce qui ne va pas chez lui, il répond qu'il a sa musique.

## Fiche technique
- Titre : La Maison des trois jeunes filles
- Titre original : Das Dreimäderlhaus
- Réalisation : Ernst Marischka assisté de Holger Lussmann et de Viktor Marischka
- Scénario : Ernst Marischka
- Musique : Anton Profes
- Direction artistique : Fritz Jüptner-Jonstorff
- Costumes : Leo Bei, Gerdago
- Photographie : Bruno Mondi
- Son : Herbert Janeczka
- Montage : Alfred Srp
- Production : Ernst Marischka, Karl Ehrlich
- Société de production : Aspa Films, Erma
- Société de distribution : UFA Film Hansa
- Pays d'origine :  Autriche,  Suisse
- Langue : allemand
- Format : Couleur - 1,37:1 - mono - 35 mm
- Genre : Romantique
- Durée : 102 minutes
- Dates de sortie :
  -  Allemagne : 18 décembre 1958.
  -  Pays-Bas : 27 mars 1959.
  -  Danemark : 6 mai 1959.
  -  Suède : 21 septembre 1959.
  -  France : 12 avril 1961[1].

## Distribution
- Karlheinz Böhm : Franz Schubert
- Johanna Matz : Hannerl Tschöll
- Rudolf Schock : Franz von Schober
- Magda Schneider : Mme Tschöll
- Gustav Knuth : Christian Tschöll
- Ewald Balser : Ludwig van Beethoven
- Richard Romanowsky : Diabelli
- Erich Kunz : Johann Mayrhofer
- Eberhard Waechter : Johann Michael Vogl
- Helmuth Lohner : Moritz von Schwind
- Albert Rueprecht (de) : Leopold Kupelwieser
- Helga Neuner (de) : Heiderl Tschöll
- Gerda Siegl : Hederl Tschöll
- Lotte Lang (de) : Kathi
- Else Rambausek : Mme Prametzberger
- Edith Elmay : Franzi Seidl

## Source de traduction
- (de) Cet article est partiellement ou en totalité issu de l’article de Wikipédia en allemand intitulé « Das Dreimäderlhaus (1958) » (voir la liste des auteurs).